# Honda Inspire
Honda Inspire – samochód osobowy klasy średniej-wyższej produkowany przez japoński koncern motoryzacyjny Honda Motor Company od 1989 roku. Od 2007 roku produkowana jest piąta generacja auta. Model powstał na bazie Hondy Accord i sprzedawany jest wyłącznie na rynku japońskim.

## Honda Inspire I
Honda Inspire I została po raz pierwszy zaprezentowana w 1989 roku. Model ten był podstawową konkurencją dla Toyoty Mark II i Nissana Laurel. Auto zbudowano na płycie podłogowej Hondy Legend I. 

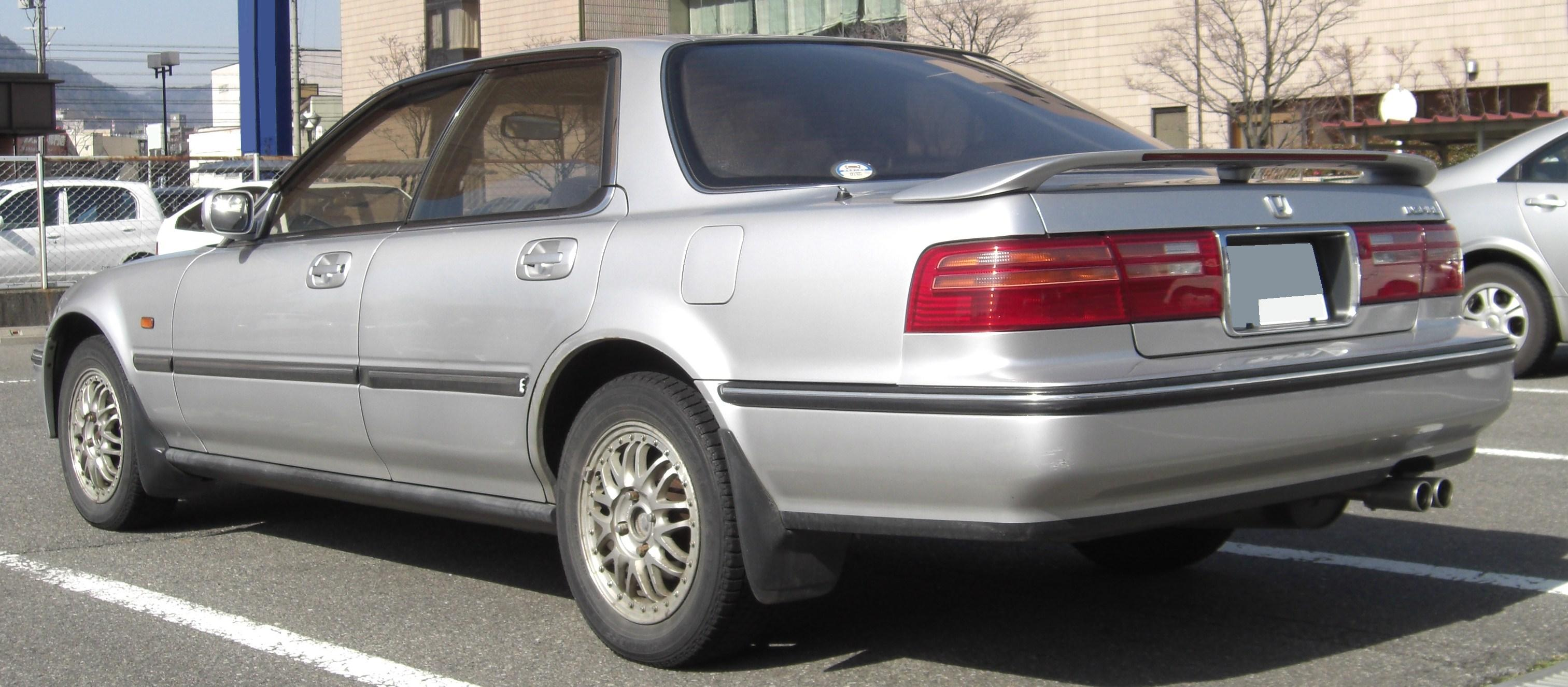
Tył

## Honda Inspire II
Honda Inspire II produkowana była od 1995 do 1998 roku. W połowie 1996 roku przeszła drobne zmiany stylizacyjne.

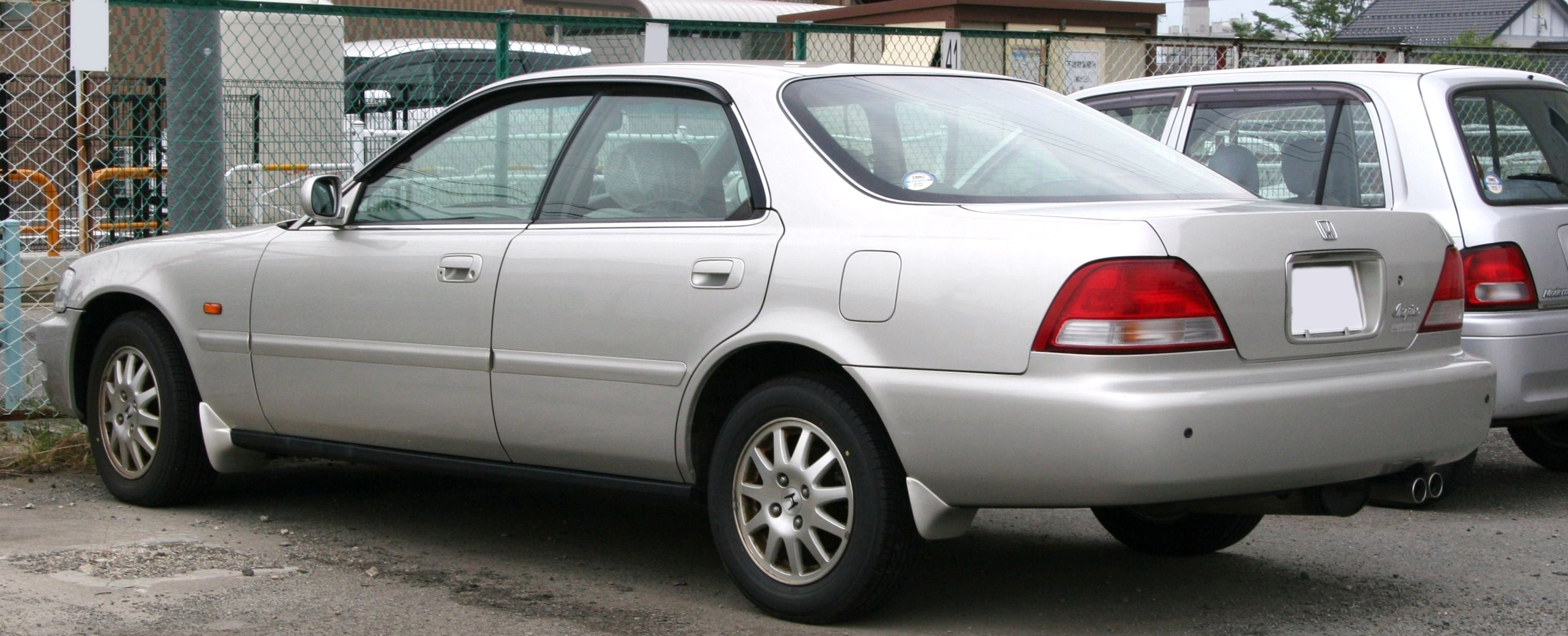
Tył Inspire II

## Honda Inspire III
Honda Inspire III produkowana była w latach 1998 - 2003. Pojazd wciąż dostępny był jako 4-drzwiowy sedan klasyfikowany w segmencie E. 

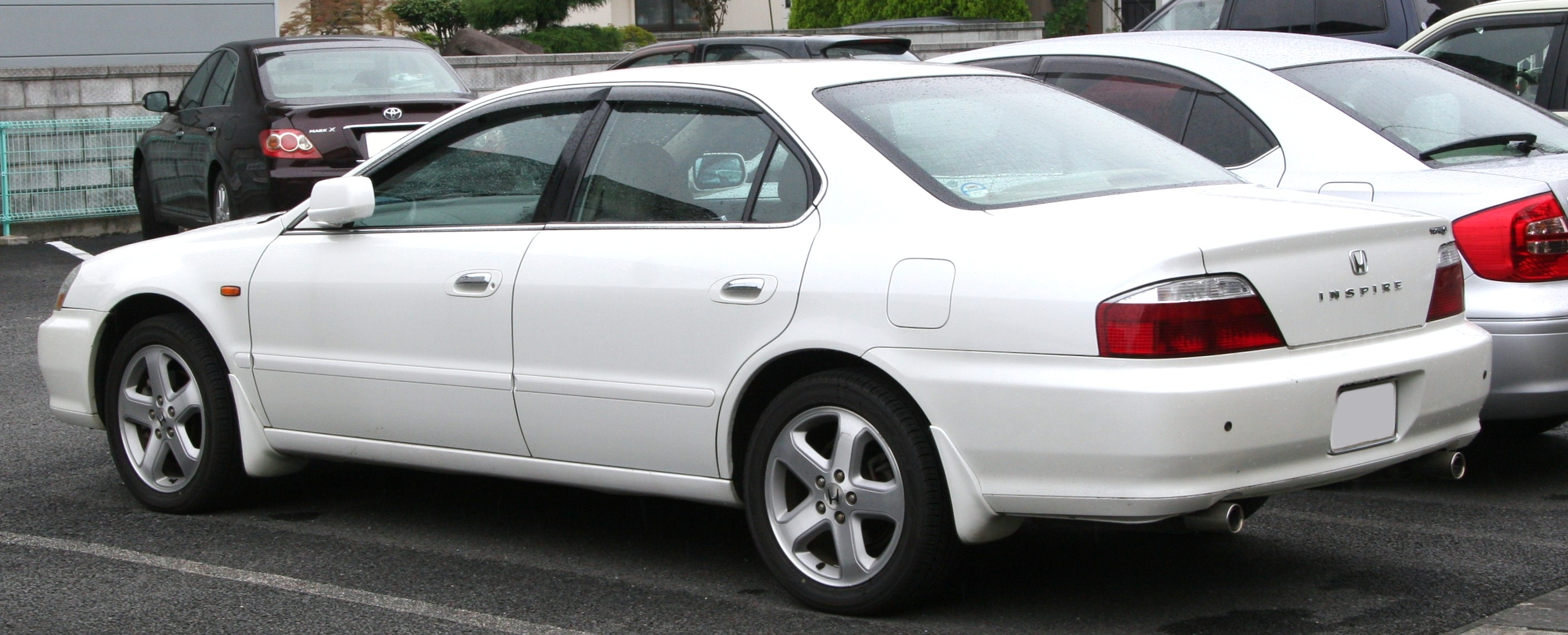
Tył Hondy Inspire III

W 2001 roku przeprowadzono facelifting.

## Honda Inspire IV
Honda Inspire IV została po raz pierwszy zaprezentowana 18 czerwca 2003 roku. Nowy model powstał na bazie amerykańskiej wersji Hondy Accord VII. 

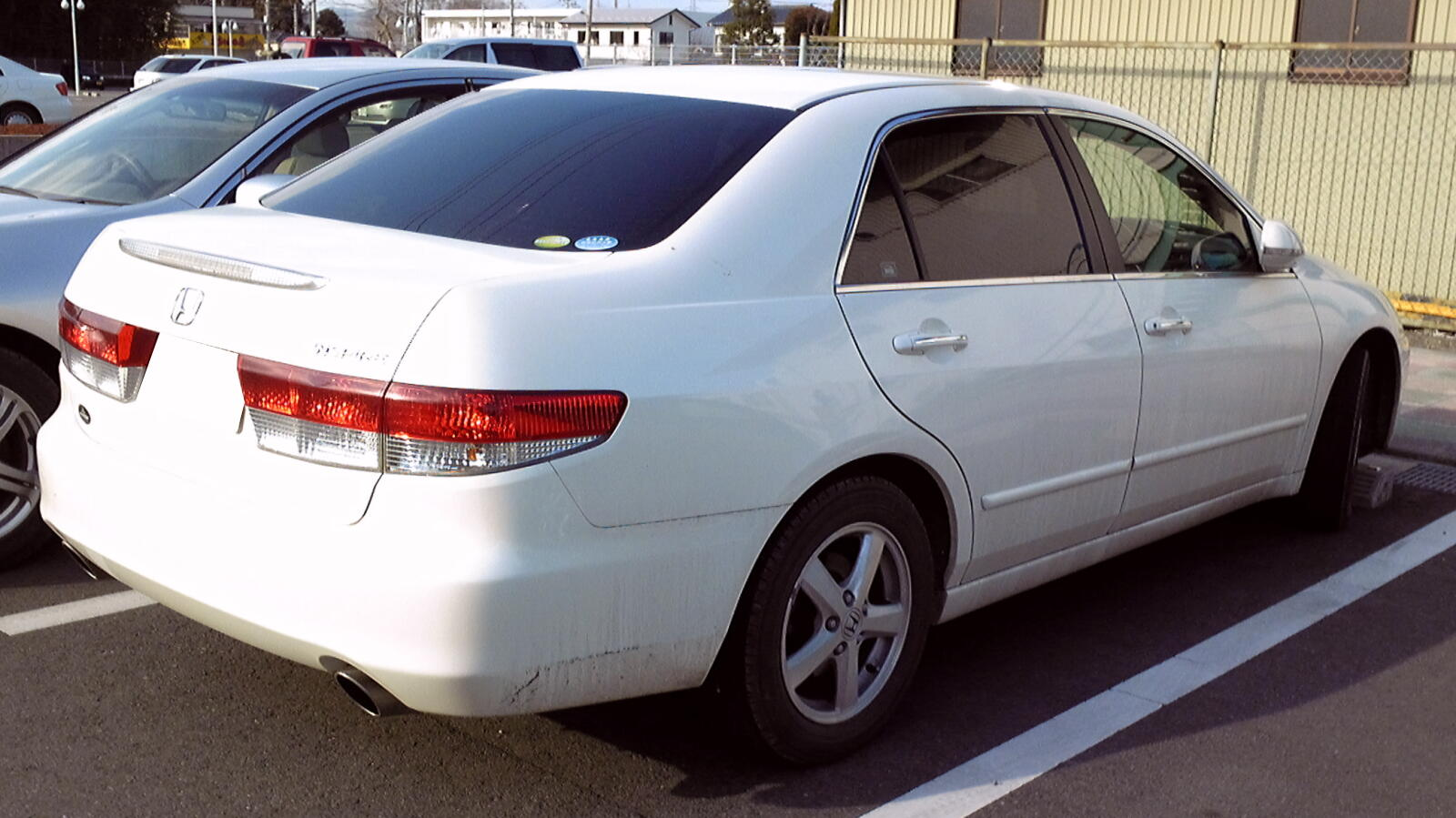
Tył wersji przed liftingiem

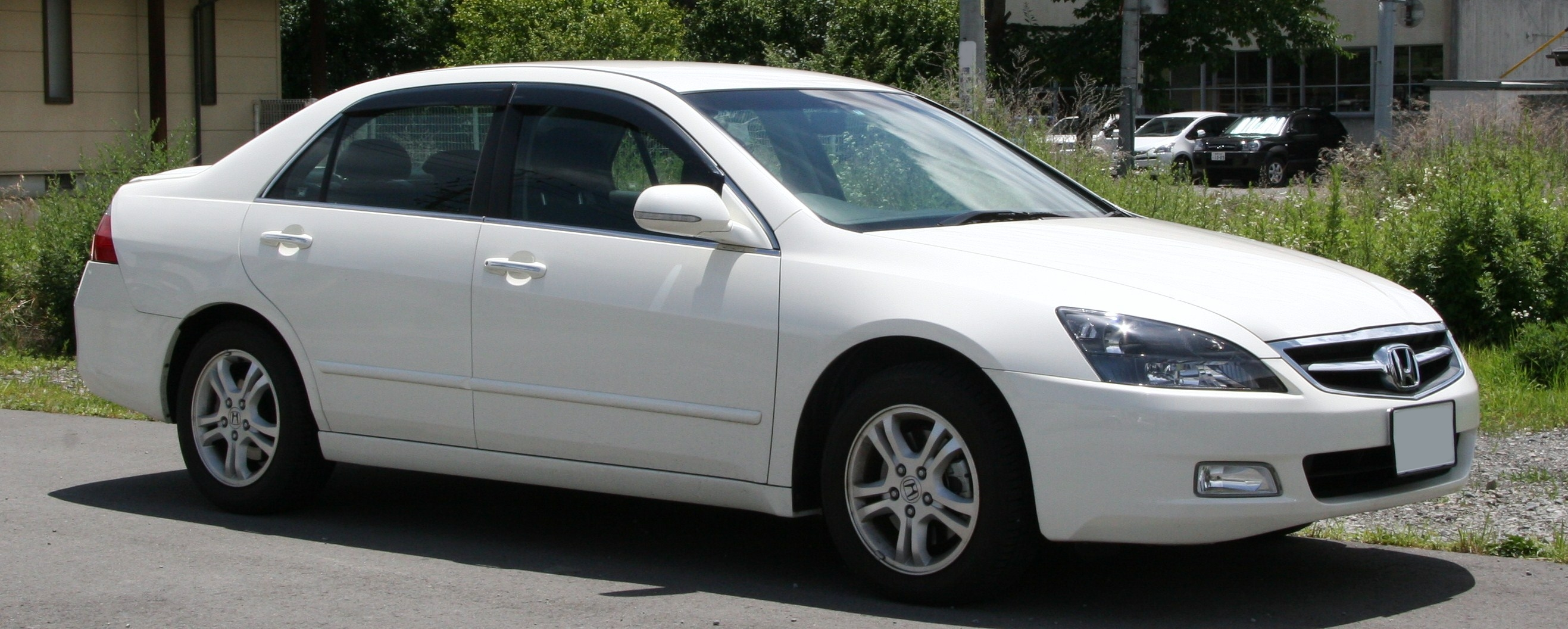
Wersja po face liftingu

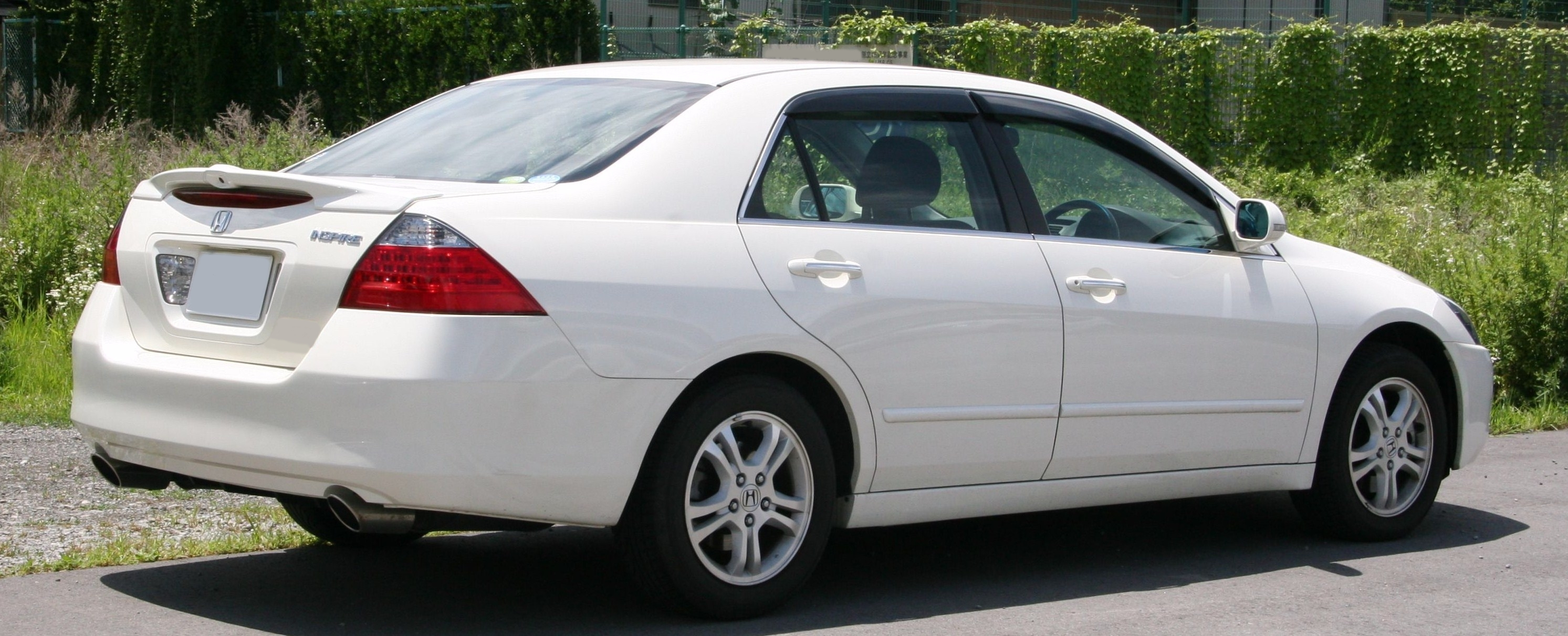
Tył wersji po face liftingu

W 2005 roku auto przeszło facelifting.
Samochód został wyposażony w pierwszy na świecie system hamowania awaryjnego Collision Mitigation Brake System. 

## Honda Inspire V
Honda Inspire V została po raz pierwszy zaprezentowana podczas targów motoryzacyjnych Tokyo Motor Show 19 grudnia 2007 roku. 

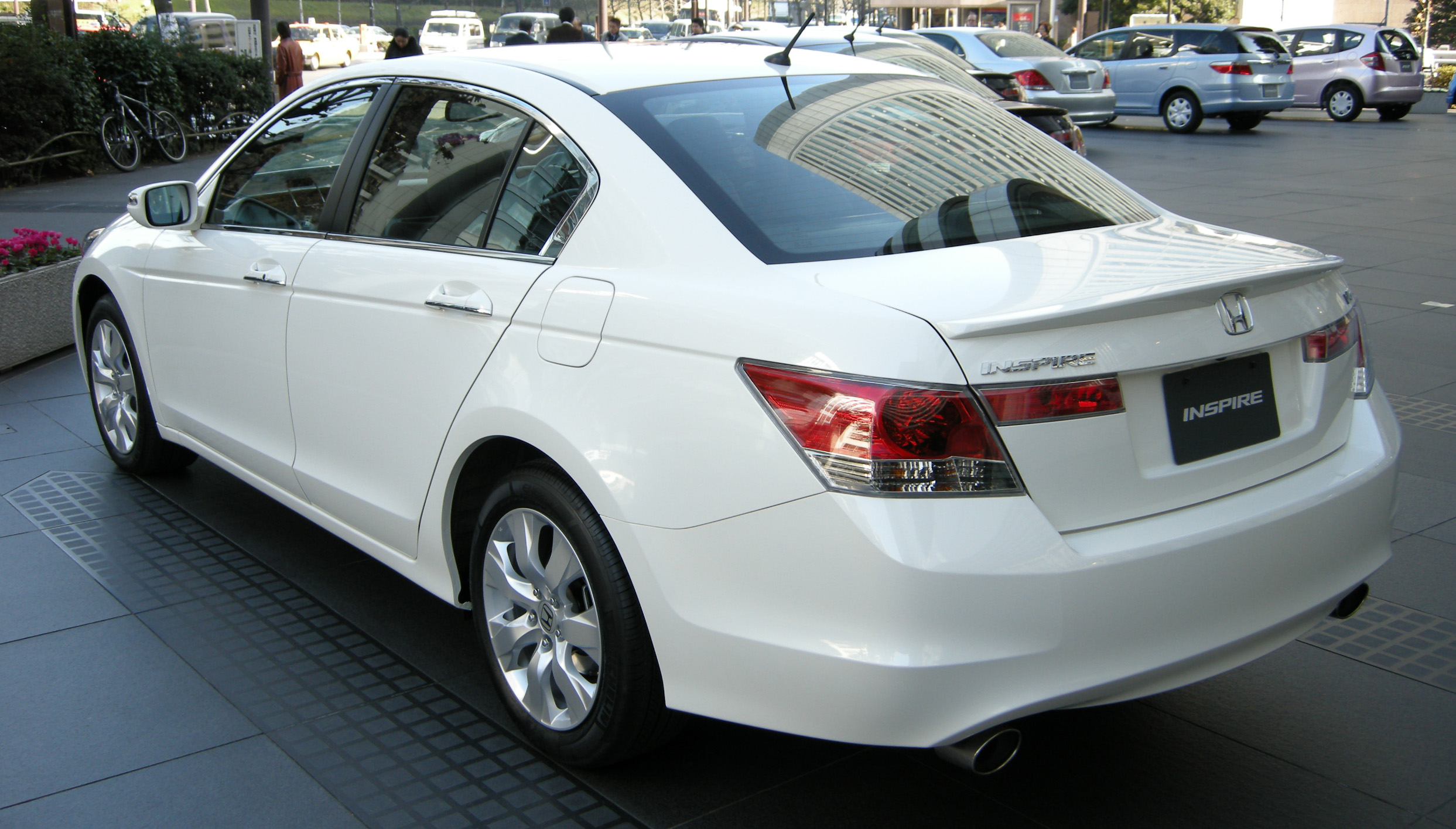
Tył Inspire V

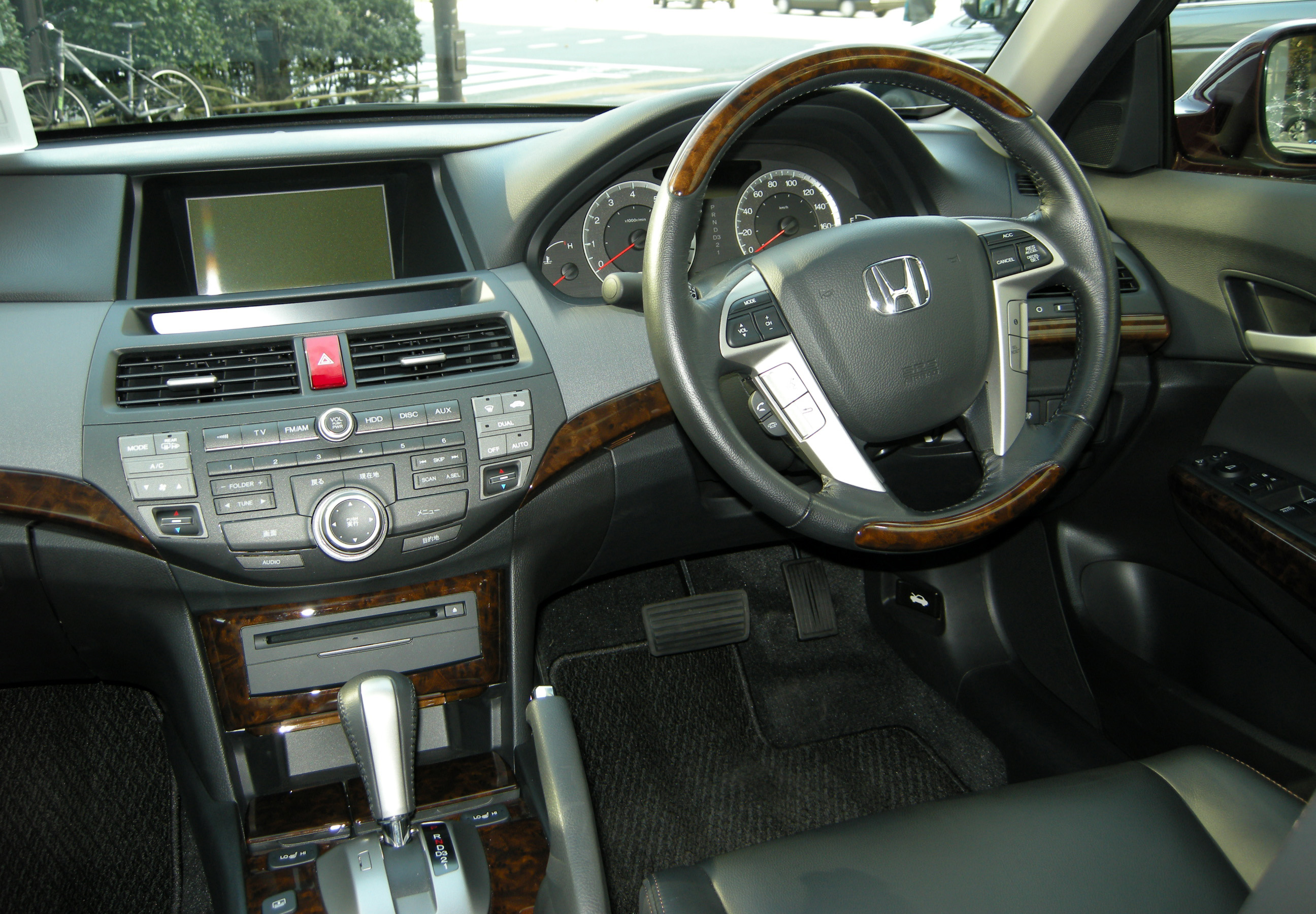
Wnętrze pojazdu

Pojazd został wyposażony w 3.5 litrowy silnik benzynowy w układzie V6 o mocy 280 KM znany m.in. z piątej generacji Hondy Legend, który został wyposażony w system aktywacji/dezaktywacji cylindrów (VCM).
Samochód wyposażony jest m.in. w zmodyfikowany tempomat, system elektronicznego dostępu do samochodu, nawigację InterNavi Premium Club z funkcją ostrzegawczą na wypadek ulewy czy katastrofy żywiołowej, zasłony przeciwsłoneczne i system przeciwkolizyjny Collision Mitigation Brake System. 
W 2010 roku samochód przeszedł face lifting. Auto otrzymało przeprojektowaną atrapę chłodnicy oraz zmodyfikowany przedni zderzak. Z tyłu pojazdu zastosowano nowe lampy. Przy okazji liftingu wprowadzono nowy wzór 17-calowych alufelg. We wnętrzu pojazdu pojawiły się nowe, drewniane wykończenia, które umieszczono na kierownicy, konsoli środkowej, podłokietnikach oraz boczkach drzwi.
W 2014 roku zakończono produkcję pojazdu, który nadal jest oferowany pod nazwą Proton Perdana w Malezji.

### Wersje wyposażeniowe
- Mugen